# スザンナと長老たち (カラッチ)
『スザンナと長老たち』（スザンナとちょうろうたち、伊: Susanna e i vecchioni、英: Susannah and the Elders）は、イタリアのバロック絵画の巨匠アンニーバレ・カラッチが1604年に板上に油彩で制作した絵画である。この絵画は最近、伝記作者ジョヴァンニ・ピエトロ・ベッローリが1672年に「カスタ・スザンナ」として記述している作品であることが判明した。本来、ローマのファッキネッティ家により委嘱された作品である。その後、ボローニャに移されたが、ヴィオランテ・ファッキネッティ (Violante Facchinetti) とジョヴァンニ・バッティスタ・パンフィーリ (Giovan Battista Pamphilj) の結婚により、1671年にローマに戻った。作品は現在、ローマのドーリア・パンフィーリ美術館に所蔵されている。

## 作品
本作は、『旧約聖書』の「ダニエル書補遺」にあるスザンナの水浴の物語を主題としている。「ダニエル書」の記述によれば、ある暑い日、ヨアキムの妻スザンナは自宅にあった泉の1つで水浴をしていた。その時、2人の裁判官の老人が隠れた場所から彼女の姿を覗いていたが、彼女は気づかなかった。老人たちはしばらく前から彼女に対して欲望を抱いており、この時、彼女を凌辱しようとしたのである。スザンナが彼らを拒むと、後に彼らは自分たちの裁判官という地位を利用し、「我々と関係しなければ、お前が若い男と不貞行為を働いていたと証言する」と彼女を恐喝する。そのころ、不義密通は死刑に処される重罪であった。しかし、ダニエルがスザンナの無実を証明し、老人たちは最終的に死刑を宣告された。
カラッチは、スザンナを光の中に、そして腐敗した老人たちを陰のなかに描くことにより、この主題に暗示される道徳的対照性を表している。本作の高い質、滑らかな仕上げ、洗練された図像学的扱いは多くの同時代の画家たちに感銘させ、数多くの複製が制作されることになった。